# Baker (Californie)
Pour les articles homonymes, voir Baker.
Baker est un lieu désigné par le recensement des États-Unis située dans le désert des Mojaves, dans le comté de San Bernardino et l’État de Californie. Elle compte 735 habitants au recensement de 2010.

## Histoire
Baker a été fondée en 1908 en tant que station sur la voie de chemin de fer entre Ludlow et Tonopah. Elle a été nommée d'après Richard C. Baker, homme d'affaires ayant en partie financé la construction de la voie ferrée.

## Tourisme

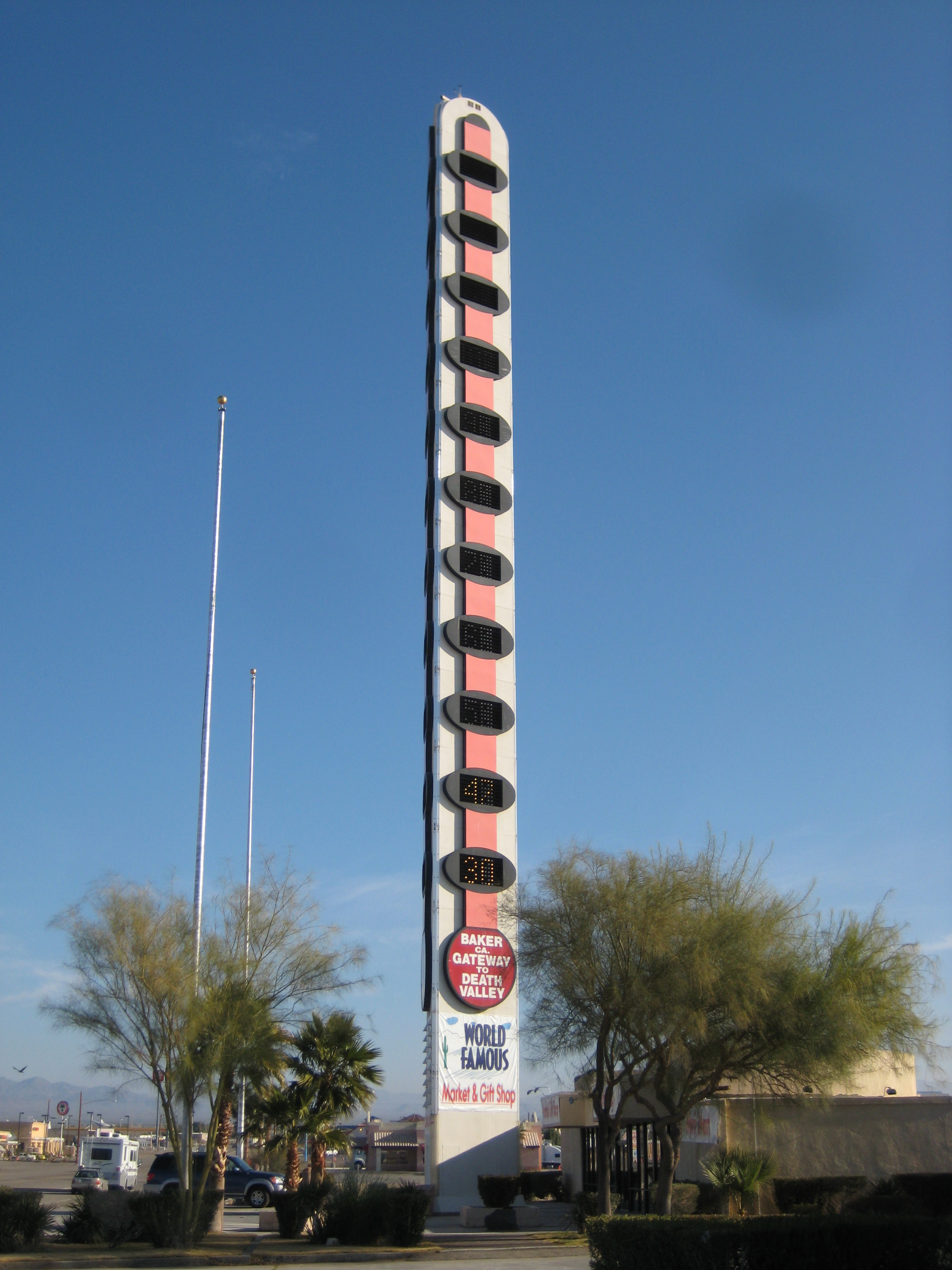
Le thermomètre géant de Baker.

Baker est une étape sur l'Interstate 15 entre Los Angeles et Las Vegas. La curiosité principale de la ville est le thermomètre géant haut de 41 mètres qui a été construit en 1991 afin de commémorer la plus haute température (56,7 °C) jamais enregistrée aux États-Unis, en 1913 dans la vallée de la Mort toute proche.

## Démographie
| 2000 | 2010 | - | - | - | - |
| ---- | ---- | - | - | - | - |
| 504  | 735  | - | - | - | - |